# Zanderijpolder
Het waterschap Zanderijpolder was een waterschap in de Nederlandse provincie Zuid-Holland, in de gemeente Hillegom.
Het waterschap was verantwoordelijk voor de waterhuishouding in de polder.